# Masterminds
Masterminds (conocida como Mentes maestras en Hispanoamérica y De-mentes criminales en España) es una película estadounidense de comedia de 2016, dirigida y escrita por Jared Hess. Está basada en el robo a la empresa  Loomis Fargo & Company por más de 18 millones de dólares, ocurrida en Carolina del Norte, el 4 de octubre de 1997  October 1997 Loomis Fargo robbery. Está protagonizada por Zach Galifianakis, Owen Wilson, Kristen Wiig y Jason Sudeikis. La película fue estrenada a través de Relativity Media.
Cabe destacar que, en esta película, 4 de los 6 protagonistas colaboraron en el famoso programa Saturday Night Live (Wiig, McKinnon, Jones y Sudeikis).

## Elenco
- Zach Galifianakis[1] como David Scott 'Dave' Ghantt.
- Owen Wilson[1] como Steve Chambers.
- Kristen Wiig[1] como Kelly Campbell.
- Jason Sudeikis[2] como Michael Aaron "Mike" McKinney.
- Kate McKinnon[3] como Jandice Gartrell.
- Devin Ratray[3] como Runny.
- Leslie Jones[3] como agente especial del FBI Scanlon.
- Mary Elizabeth Ellis[3] como Michelle Chambers.
- Ken Marino[3] como Doug Jeffcoat.
- Jon Daly[4] como Detective.
- Ross Kimball[3] como Eric Payne.
- Candace Blanchard como Cathy Jeffcoat.
- Karsten Friske como Cort Chambers.
- Dallas Edwards como Ken Chambers.
- Jill Jane Clements como Beryl Gartrell.
- Jordan Israel como Valet.
- Njema Williams como Ty.

## Producción
El 1 de febrero de 2013, Jim Carrey se unió al elenco. El 10 de junio de 2013, Owen Wilson también se unió. El 3 de diciembre de 2013, Zach Galifianakis se unió al elenco para reemplazar a Carrey después que él dejó la película. El 16 de mayo de 2014, Kristen Wiig se unió al filme. El 25 de junio de 2014, Jason Sudeikis se unió al elenco. El 30 de junio de 2014, Ken Harino, Kate McKinnon, Devin Ratray, Leslie Jones, Mary Elizabeth Ellis y Ross Kimball se unieron al elenco de la película. El 10 de julio de 2014, Jon Dalyse unió al elenco para interpretar a un agente de FBI.

### Filmación
La filmación empezó el 7 de julio de 2014, en Hazelwood, Carolina del Norte en el área de Asheville. El 29 de julio, Galifianakis fue visto en un disfraz de prisionero, durante la filmación en las calles de Asheville, las cuales fueron transformadas.